# مهارت‌های اطلاع‌یابی
«یان مال‌لی»، مهارت‌های اطلاع‌یابی را شامل مهارت‌های بازیابی، ارزیابی، سازماندهی و تبادل اطلاعات می‌داند:
- مهارت‌های بازیابی: شناخت منابع اطلاعاتی، مهارت در استراتژی‌های جستجو و توان استفاده از نمایه‌نامه‌ها و چکیده‌نامه‌ها.
- مهارت‌های ارزیابی: دانش انتخاب و ارزیابی اطلاعات، مهارت در استراتژی اطلاعات.
- مهارت‌های سازماندهی: مهارت در یادداشت‌برداری از آتاب‌ها و نشریه‌ها، مهارت در ذخیره‌سازی فردی اطلاعات.
- مهارت‌های تبادل اطلاعات: توانایی علمی‌نویسی.

به‌مجموعه این مهارت‌ها سواد اطلاعاتی می‌گویند. از دیدگاه کمیته سواد اطلاعاتی انجمن کتابداران ایالات متحده: «سواد اطلاعاتی شامل توانایی تشخیص نیاز اطلاعاتی، توانایی جایابی، دسترسی، ارزیابی و استفاده مؤثر از اطلاعات مورد نیاز می‌باشد‌ .‌کسانی که به‌مهارت‌های اطلاع‌یابی دست یافته باشند، در جستجوی مستقل اطلاعات توانمند خواهند بود و می‌توانند نیازهای اطلاعاتی خود را به‌راحتی برطرف سازند».

## سطح‌های مهارت‌های اطلاع‌یابی
برای مهارت اطلاع‌یابی دو سطح متفاوت مشخص شده‌است.
- سطح کنشی
- سطح متعالی

### سطح کنشی
مهارت اطلاعات موردی است که شخص از طبیعت و پردازش اطلاعات، بیشتر از طریق تماس روزانه، با نمودهای متفاوت اطلاعات آگاه می‌شود، مجاری انتقال و دریافت آن را می‌شناسد، از حسن‌ها و عیب‌های مجاری ارائه، انتقال و کسب اطلاعات آگاه است، می‌تواند پیام‌های نامناسب را کنار بگذارد و اطلاعات را بانظمی مناسب برای بهره‌گیری از آن‌ها تجدید سازمان دهد. این سطح مهارت اطلاع‌یابی برای همه کسانی که به‌تحصیل علم می‌پردازند یا در تصمیم‌گیری‌های باارزش دخالت داررند، ضرورت دارد.

### سطح متعالی
مهارت اطلاع‌یابی از حد آگاهی و بهره‌برداری از اطلاعات فراتر می‌رود. در این سطح فرد باید از طریق مشارکت فعال در تحقیقات و آموزش، نیازهای استفاده‌کنندگان نهایی اطلاعات را شناسایی کند. در فعالیت‌های مربوط به‌عرضه اطلاعات مشارکت فعال بورزد و در کشف ساز و کارهای سازماندهی و بازیابی اطلاعات نقش مؤثری برعهده گیرد.
دستیابی به‌این مهارت برای همه کسانی که حرفه کتابداری و اطلاع‌رسانی را پیشه خود ساخته‌اند، ضرورت دارد.